# Vigasio
Vigasio (Vigasi o Igasi in veneto) è un comune italiano di 10 331 abitanti della provincia di Verona in Veneto.

## Geografia fisica
Vigasio dista circa 15 chilometri dal capoluogo provinciale, Verona, e si colloca a sud rispetto a esso.
Confina con i seguenti comuni: a nord con Castel d'Azzano, a est con Buttapietra e Isola della Scala, a sud con Trevenzuolo, a sud-ovest con Nogarole Rocca, a ovest con Povegliano Veronese e, per un brevissimo tratto, con Villafranca di Verona a nord-ovest.
Il territorio comunale è inserito in un paesaggio agricolo della Pianura Padana, nella zona definita Basso Veronese e non molto distante dalla provincia di Mantova.
Il comune comprende anche le frazioni di Forette (3,5 km a nord) e Isolalta (3 km a nord-ovest).
Il capoluogo si trova a un'altitudine di 37 m s.l.m.

## Origini del nome
Vigasio vede derivare probabilmente il suo nome da vicus atii, ovvero città degli Atii.

## Storia
Vigasio fu importante come nodo di comunicazione, trovandosi sulla strada romana che congiungeva Mantova a Verona. Numerose armi e utensili celtici sono stati trovati nella zona, in particolare una spada e una serie di tombe. Nei primi secoli dopo Cristo, il terreno era prevalentemente paludoso e solo i monaci benedettini riuscirono a completare la bonifica. Nelle zone in precedenza occupate dalle paludi si insediarono successivamente le risaie.
Le prime notizie certe su Vigasio risalgono però al 1014, quando l'imperatore Enrico II stabilì che il territorio dovesse appartenere all'abbazia di San Zeno di Verona. Vigasio ebbe sempre un'importanza strategica nella Bassa veronese.

### Simboli
Lo stemma e il gonfalone sono stati concessi con decreto del presidente della Repubblica del 21 luglio 1965.
Il gonfalone è un drappo partito di rosso e di bianco.

## Monumenti e luoghi d'interesse

### Architetture religiose
- Ex chiesa di San Zenone - XV secolo

La vecchia chiesa parrocchiale di Vigasio, oggi teatro e sala polivalente.
- Chiesa della Madonna di Campagnamagra - XVII secolo

Dedicata alla Natività della Madonna, che si festeggia durante la sagra agli inizi di settembre, è stata eretta nel territorio chiamato un tempo "Campagna Grassa".
- Ex chiesa di San Martino - XVII secolo

La vecchia chiesa parrocchiale di Forette, oggi teatro e sala polivalente.
- Chiesa di San Michele - XVIII secolo

Bene vincolato ma lasciato all'incuria, ha un interessante cornicione che potrebbe ricordare influssi longobardi, anche nel nome del santo a cui l'edificio è stato dedicato.
- Chiesa della Madonna di Lourdes in Forette di Vigasio - XX secolo

Costruita tra il 1957 e il 1958, è l'attuale chiesa parrocchiale della frazione Forette.
- Chiesa di San Zeno - XX secolo

La nuova e attuale chiesa parrocchiale di Vigasio.

### Ville
- Villa Rancan - XX secolo
- Villa Giusti alla Zambonina - XVIII secolo
- Villa Malaspina - XVIII secolo
- Villa Carnevali - XVIII secolo

## Società

### Evoluzione demografica
Abitanti censiti

## Cultura

### Eventi
- El giro del Tartaro

Seconda domenica di gennaio: marcia non competitiva denominata "El giro del Tartaro" manifestazione nazionale U.M.V. - F.I.A.S.P. e I.V.V. organizzata dal gruppo podistico A.S.D. Olimpia Club Vigasio - grande partecipazione (oltre 6000 presenze) di podisti e gruppi (132 nel 2020) provenienti da tutta Italia e dall'estero.
Presso la zona degli impianti sportivi comunali in località Alzeri.
- Sagra di Campagnamagra

Nella prima settimana di settembre, in occasione dell'8 settembre, festa della natività della Vergine Maria, presso la chiesetta di Campagnamagra, Sante Messe celebrative.
Il primo sabato di settembre la tradizionale marcia non competitiva Na corsetta in Campagnamagra - manifestazione nazionale F.IA.S.P. e I.V.V. con partecipanti anche dall'estero, organizzata dal gruppo podistico A.S.D. Olimpia Club Vigasio.
- Festa di San Rocco a Forette

In agosto a Forette, frazione di Vigasio. Con prodotti tipici, musica e ballo liscio.
- Forettefestival

In agosto. Festival canoro iniziato nel 1988, avente ora una dimensione sovraregionale con selezioni in altri luoghi.
- Ti canto una canzone

Si svolge ad agosto, "Ti canto una canzone" è una gara canora per giovani voci (Under 16).
- Tavolata a "La piera dei Strachi"

Ogni anno si rinnova questa tradizionale tavolata lungo la via centrale del paese: un evento in cui si potranno degustare i piatti tipici della tradizione locale accompagnati dall'ottimo vino veronese.
- Sagra di San Michele

La quarta domenica di settembre ricorre la tradizionale Sagra dedicata al Santo Patrono del Comune di Vigasio.
A ottobre
- Fiera della Polenta

Appuntamento annuale che si svolge dalla metà di ottobre per tre settimane, presso la zona degli impianti sportivi comunali in località Alzeri. Regina incontrastata è la polenta di mais servita in oltre 100 piatti, tipici e originali. Sono inoltre presenti spettacoli musicali, balli, bancarelle ed esposizioni varie.

## Economia
Fa parte dell'area di produzione del riso Nano Vialone Veronese che viene coltivato su terreni della pianura veronese irrigati con acqua di risorgiva. Nel dopoguerra l'economia di Vigasio si è sviluppata, con la creazione di industrie di piccole e medie dimensioni.

## Infrastrutture e trasporti
Sul territorio comunale non sono presenti caselli autostradali, ma la parte ovest del comune è contigua all'autostrada A22.
Il casello più prossimo è quello di Nogarole Rocca (8,5 km) sempre sulla stessa arteria autostradale, mentre a circa 12 km si trova il casello di Verona Sud sull'autostrada A4.
Non è presente alcuna stazione ferroviaria, ma a pochi chilometri a Buttapietra si trova l'omonimo scalo, sulle linee Verona-Bologna e Verona-Rovigo.

## Amministrazione
| Periodo        | Periodo        | Primo cittadino         | Partito                                                 | Carica                  | Note                      |
| -------------- | -------------- | ----------------------- | ------------------------------------------------------- | ----------------------- | ------------------------- |
| ottobre 1988   | giugno 1993    | Giuseppe Rossi          | Democrazia Cristiana                                    | Sindaco                 | [ 8 ]                     |
| giugno 1993    | ottobre 1995   | Paolo Nicolis           | Liga Veneta - Lega Nord                                 | Sindaco                 | Sospensione del consiglio |
| ottobre 1995   | giugno 1996    | Arnaldo Antonio Anselmi |                                                         | Commissario prefettizio | [ 10 ] [ 11 ]             |
| giugno 1996    | aprile 2000    | Pietro Robbi            | Centro                                                  | Sindaco                 | [ 12 ]                    |
| aprile 2000    | aprile 2005    | Pietro Robbi            | Lista civica                                            | Sindaco                 | [ 13 ]                    |
| aprile 2005    | marzo 2010     | Daniela Contri          | Lista civica                                            | Sindaco                 | [ 14 ]                    |
| marzo 2010     | maggio 2015    | Daniela Contri          | Il popolo delle Libertà                                 | Sindaco                 | [ 15 ]                    |
| giugno 2015    | settembre 2020 | Eddi Tosi               | Lista civica di centro-destra, Forza Italia - Lega Nord | Sindaco                 |                           |
| settembre 2020 | in carica      | Eddi Tosi               | Lista civica                                            | Sindaco                 |                           |

## Sport
Calcio
Ha sede nel comune l'A.C.Vigasio nata nella metà degli anni 1940.Vanta quale maggior successo la partecipazione ad alcune stagioni di Serie D, divisione in cui milita nel 2024-2025.
Impianti Sportivi
Gioca le sue partite allo stadio comunale "Ugo Capone" di via Alzeri.